# Sjostedtiella angustifrons
Sjostedtiella angustifrons là một loài tò vò trong họ Ichneumonidae.